# مالا ولن
مالا ولن (به چکی: Malá Veleň) یک منطقهٔ مسکونی در جمهوری چک است که در ناحیه دیتشین واقع شده‌است. مالا ولن ۵٫۰۲ کیلومتر مربع مساحت و ۴۴۵ نفر جمعیت دارد و ۲۰۵ متر بالاتر از سطح دریا واقع شده‌است.